# SWS Nahverkehr
Die SWS Nahverkehr GmbH aus Stralsund, ein Tochterunternehmen der SWS Stadtwerke Stralsund, führte den Öffentlichen Personennahverkehr im Stadtgebiet von Stralsund durch, wobei auch Randgebiete der Stadt im Landkreis Vorpommern-Rügen bedient wurden. Zudem führte das Unternehmen den Schülerverkehr und Sonderfahrten durch und bot Stadtführungen an. Im Jahr 2014 fusionierte die SWS Nahverkehr GmbH nach Beschluss des Kreises Vorpommern-Rügen mit anderen Gesellschaften zur Verkehrsgesellschaft Vorpommern-Rügen mbH (VVR mbH).

## Geschichte
Am 30. Juli 1898 erhielt die Firma Felix Singer & Co. AG in Berlin von der Stadt den Auftrag zum Bau einer Straßenbahn und eines Elektrizitätswerkes in Stralsund. Zu diesem Zweck gründete die Helios-Elektricitäts-AG in Köln am 16. Juni 1900 die Elektricitätswerk und Straßenbahn AG Stralsund als hundertprozentige Tochtergesellschaft. Als die Firma Helios im Jahr 1910 in Liquidation getreten war, übernahm die AG für Elektricitäts-Anlagen in Berlin das gesamte Aktienkapital. Nach dem Ersten Weltkrieg beteiligte sich die Stadt Stralsund mit 25 % der Aktien an der Gesellschaft, deren Hauptaktionär bis 1945 mit 75 % des Kapitals die Firma Elektrische Licht- und Kraftanlagen in Berlin war. Nach dem Zweiten Weltkrieg wurde die Stadt Stralsund alleiniger Eigentümer von Straßenbahn und E-Werk. Nach mehrfachem Wechsel über die VEB (K) Verkehrsbetriebe Stralsund kam die Straßenbahn am 5. Juli 1961 zum VEB Kraftverkehr und Spedition Stralsund.

### Straßenbahn und Omnibus (1899–1966)

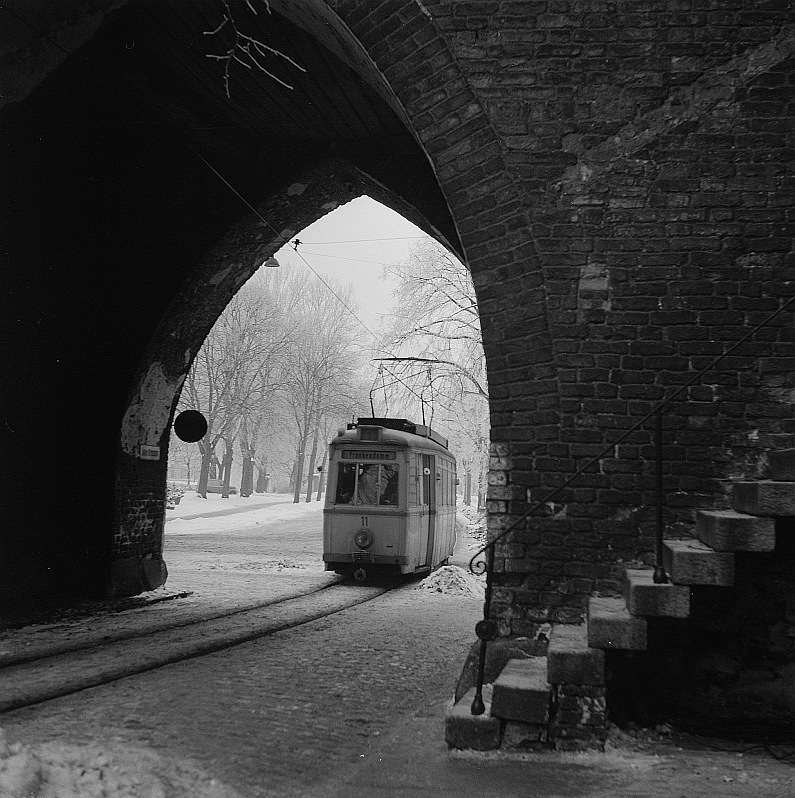
Straßenbahn am Kniepertor, Ansicht stadtauswärts (1963)

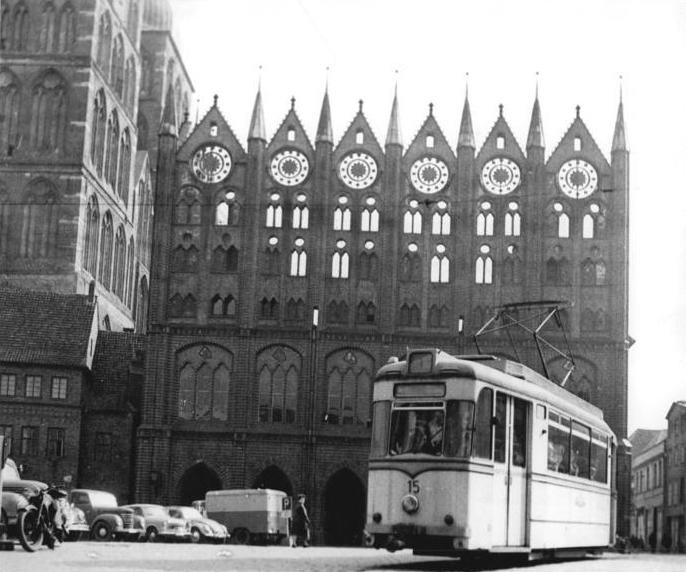
Letzte Fahrt der Straßenbahn (1966)

Am 15. Juni 1899 begann der Bau der Straßenbahn in Stralsund, das damals Sitz einer Bezirksregierung in der preußischen Provinz Pommern war. Am 25. März 1900 wurde die elektrische Straßenbahn in Stralsund in Betrieb genommen, das damals etwa 31.000 Einwohner hatte. Die Bahn verband den Hauptbahnhof mit der Altstadt, dem Hafenbahnhof, der Kniepervorstadt und der Frankenvorstadt. Wegen der Inflation wurde der Betrieb am 20. November 1922 eingestellt und erst im August 1924 wieder aufgenommen. Im Juli 1928 kamen Omnibuslinien hinzu. Als 1936 der Rügendamm für den Eisenbahnverkehr in Betrieb genommen wurde, wurde der Hafenbahnhof stillgelegt. Die Straßenbahnlinie 1 fuhr nun ausschließlich zum Frankenfriedhof; das Gleis in der Hafenstraße diente nur noch als Zufahrt zum Depot. Die Statistik für 1939 weist 13 Triebwagen und ein Netz von 4,6 Kilometern Länge aus, ferner neun Omnibusse.
Im Zweiten Weltkrieg wurde beim Bombenangriff auf Stralsund am 6. Oktober 1944 auch das Straßenbahndepot mitsamt vieler Straßenbahnwagen zerstört, so dass der Straßenbahnbetrieb eingestellt werden musste. Er konnte erst am 23. Dezember 1947 wieder aufgenommen werden. Im September 1951 wurde wieder ein Omnibusverkehr durchgeführt.
Die Straßenbahnlinien wurden trotz des Neuzuganges von sechs Triebwagen nicht weiter ausgebaut – der stärker werdende Straßenverkehr in den engen Altstadtstraßen stand einem Ausbau der Straßenbahn entgegen. Die Linien der Straßenbahn wurden zugunsten von Omnibuslinien zurückgenommen. Dafür wurden weitere Busse in den Jahren 1959 bis 1966 erworben. Am 1. August 1960 wurde die Straßenbahn zwischen dem Hauptbahnhof und der Heilgeiststraße stillgelegt. Am 7. April 1966 fuhr die letzte Straßenbahn in Stralsund. Der Straßenbahnverkehr wurde damit komplett zugunsten des Omnibusbetriebes aufgegeben.

### Omnibusbetrieb (seit 1966)
Ab 1969 wurden Gelenkbusse vom Typ Ikarus 180 eingesetzt. In den Jahren 1973 bis 1975 kamen Busse der Typen Ikarus 260 und 280 sowie LiAZ-677 zum Fuhrpark hinzu. Im Jahr 1987 beförderten die Busse des zum Kombinat Ostseetrans gehörenden VEB Ostseetrans Stralsund mehr als 20 Millionen Fahrgäste im Stadtverkehr.
Folgende Linien wurden in den 1980er Jahren bedient:
- Linie 2: Tierpark (später Grünhufe) – Hauptbahnhof – Bahnhof Rügendamm – Altefähr
- Linie 3: Knieper West I / Knieper West III (später Grünhufe) – Heinrich-Heine-Ring – Mozartstraße – Knieperdamm – Hauptbahnhof – Frankendamm – Andershof / Devin / Andershof Ausbau
- Linie 4: Knieper West I / Knieper West III – Heinrich-Heine-Ring – Große Parower Straße – Knieperdamm – Kniepertor – Hauptbahnhof – Alte Richtenberger Straße – Lüssower Berg / Lüssow
- Linie 5: Parow – Heinrich-Heine-Ring – Große Parower Straße – Knieperdamm – Kniepertor – Hauptbahnhof – Krankenhaus West / Langendorf / Sparte Frohes Schaffen

Die Verläufe der Verstärkerlinien 1 (Zubringer Kniepertor) und 6 (Zubringer Volkswerft) wechselten häufig.
Im Jahr 1990 wurde der VEB Ostseetrans in Ostseetrans-Verkehrs-AG umbenannt. Die Kieler Verkehrs-Aktiengesellschaft (KVAG) der Partnerstadt Kiel stellte dem Verkehrsunternehmen in Stralsund ältere Busse zur Verfügung; 1991 wurden die ersten neuen MAN-Busse gekauft. 1992 übernahmen die gerade gegründeten Stadtwerke Stralsund den Verkehrsbetrieb der Stadt. Die letzten Ikarus-Busse wurden 1994 ausgesondert; im selben Jahr wurden letztmals 35 gebrauchte Busse aus Kiel vom Typ Mercedes-Benz O 305 übernommen; der letzte Bus dieses Kaufes wurde im Herbst 2002 ausgemustert. Im selben Jahr wurde der Betriebshof im Gewerbegebiet Lüdershagen bezogen, die offizielle Einweihung erfolgte 1995.
Von 1997 bis zum 30. November 2010 wurden Fahrkartenautomaten in allen Bussen des Nahverkehrs eingesetzt. Im selben Jahr wurden Anrufsammeltaxis (AST) eingeführt, die den Nachtbetrieb auf den dann geringer ausgelasteten Strecken sicherstellen.
Die Nahverkehr Stralsund GmbH wurde 1998 neu strukturiert. Das ging einher mit der Reduzierung der Linien und weniger Fahrten sowie mit einem Abbau des Bestandes an Bussen von 52 auf 34. Im Jahr 2000 wurden fünf Millionen Fahrgäste befördert, 2004 waren es 5.061.465 Fahrgäste.
Die zur Unternehmensgruppe Stadtwerke Stralsund GmbH, kurz SWS, gehörende Nahverkehr Stralsund GmbH wurde 2007 in SWS Nahverkehr GmbH umbenannt.
Am 1. Dezember 2010 wurde ein neues Vertriebssystem eingeführt. Die Fahrgäste können seitdem das komplette Fahrscheinsortiment beim Fahrer, statt wie bisher an Automaten, erwerben. Seitdem ist auch der Einstieg nur noch vorn beim Fahrer möglich.
Am 9. Dezember 2010 wurde die Leitstelle mit einem Rechnergestützten Betriebsleitsystem ausgestattet. Über GPS ist es nun möglich, den aktuellen Standort der einzelnen Fahrzeuge zu verfolgen.
Im Jahr 2014 wurde die SWS Nahverkehr GmbH nach Beschluss des Kreises Vorpommern-Rügen mit der KVG Ribnitz Damgarten und der RPNV GmbH zur Verkehrsgesellschaft Vorpommern-Rügen mbH (VVR mbH) fusioniert.

## Buslinien
| Übersicht der Buslinien (Stand: 13. Mai 2018) | |       |          |                                                |
| Linie | Strecke | Halte | Fahrzeit | Bemerkung                                      |
| 1 | Parow/Prohn – Hochschulallee – Hauptbahnhof – Rügendammbahnhof – Dänholm/Altefähr                                       | 39    | 46 min   |                                                |
| 1 | Viermorgen – Hauptbahnhof – Rügendammbahnhof – Dänholm/Altefähr                                                         | 24    | 31 min   |                                                |
| Strecke 1: (Parow – Marinetechnikschule –) (Prohn Schule – Prohn Kirche – Prohn Wohnpark – Kramerhof –) Parow Strelasund Kaserne – Parow Dorf – Parow Abzweig 1 – Parower Chaussee – Zur Schwedenschanze 1 – Zentralfriedhof – Heinrich-Heine-Ring – Mozartstraße – Kleine Parower Straße – Knieperdamm – Friedrich-Engels-Straße – Wolfgang-Heinze-Straße – Strecke 2: Viermorgen – Grünhufe – Am Stadtwald – Rostocker Werk – Carl-Heydemann-Ring – Barther Straße – Gesamtstrecke: – Hauptbahnhof – Knieperwall – Kütertor – Olof-Palme-Platz – Hafen – Ozeaneum – Wasserstraße – Hafenstraße – Gartenstraße – Frankendamm Kreuzung – Schwarze Kuppe P+R – Rügendammbahnhof – Dänholm Schranke 2 – Dänholm 1 Parow Abzweig – Hochschulallee – Hochschule – Deutsche Rentenversicherung Bund – Zur Schwedenschanze 2 HIN-Weg: Dänholm Schranke – Altefähr Bahnhof – Altefähr Bergener Straße – Altefähr RÜCK-Weg: Altefähr – Altefähr Eingang – Altefähr Bahnhof – Dänholm Schranke | |       |          |                                                |
| 3 | Strelapark/Zoo – Knieper West – Hauptbahnhof – Andershof/Devin/Andershof Ausbau                                         | 32    | 43 min   |                                                |
| Strelapark/Zoo – Knieper West III – Ventspilsplatz – Hans-Fallada-Straße – Knieper West I – Heinrich-von-Stephan-Straße – Heinrich-Heine-Ring – Mozartstraße – Kleine Parower Straße – Knieperdamm – Friedrich-Engels-Straße – Wolfgang-Heinze-Straße – Hauptbahnhof – Busbahnhof – Wasserstraße – Hafenstraße – Gartenstraße – Frankendamm Kreuzung – Paschenberg – Brauerei – Voigdehäger Weg – Schifffahrtsamt – Boddenweg – Memo Clinic 3 – Deviner Weg 4 – Sanddornweg – Uferweg – Devin 3 Memo Clinic – Möbel Albers – Teschenhäger Weg – Andershof Ausbau 4 Deviner Weg – Andershof | |       |          |                                                |
| 4 | Viermorgen – Knieper West – Hauptbahnhof – Lüssower Berg/Groß Lüdershagen/Neu Lüdershagen/Betriebshof/Kleiner Wiesenweg | 38    | 48 min   |                                                |
| Viermorgen – Kieler Ring – Lübecker Allee – Grünhufe – Strelapark/Zoo – Knieper West III – Ventspilsplatz – Hans-Fallada-Straße – Knieper West I – Heinrich-von-Stephan-Straße – Heinrich-Heine-Ring – Heinrich-Mann-Straße – Knieper Nord – Lilienthalstraße – Krankenhaus am Sund – Ernst-Moritz-Arndt-Straße – Knieperdamm – Rosengarten – Olof-Palme-Platz – Kütertor – Knieperwall – Hauptbahnhof – Agentur für Arbeit – Schleusenbrücke (nur HIN-Richtung) – Alte Richtenberger Straße – Witzlawstraße – Groß Lüdershäger Weg 5 – Nachtkoppelring – Lüssower Berg – Koppelstraße 6 – Globus Baumarkt – Groß Lüdershagen – Gemeindeamt – Neu Lüdershagen 5 Groß Lüdershäger Weg – Sophienweg – Kleiner Wiesenweg 6 Koppelstraße – Am Umspannwerk – Betriebshof | |       |          |                                                |
| 6 | Frohes Schaffen/Langendorf/Krankenhaus West – Grünhufe – HanseDom – Hauptbahnhof – Ozeaneum – Hafen                     | 28    | 40 min   |                                                |
| (Frohes Schaffen –) (Langendorf – Langendorfer Weg –) Ostsee-Center – Am Feldrain – Galgenberg – Krankenhaus West – Blütenweg – Grünhufe – Mühlgrabenstraße – Vogelsangstraße – (HanseDom –) Strelapark/Zoo – Knieper West III – Ventspilsplatz – Hans-Fallada-Straße – Heinrich-von-Stephan-Straße – Lion-Feuchtwanger-Straße – Juri-Gagarin-Schule – Vogelwiese – An den Bleichen – Friedrich-Engels-Straße – Wolfgang-Heinze-Straße – Hauptbahnhof – Busbahnhof – Wasserstraße – Ozeaneum – Hafen | |       |          |                                                |
| 7 | Rügendammbahnhof – Hafen                                                                                                | 7     | 6 min    | fährt nur in den Sommermonaten Juli und August |
| Rügendammbahnhof – Schwarze Kuppe P+R – Frankendamm Kreuzung – Gartenstraße – Hafenstraße – Ozeaneum – Hafen | |       |          |                                                |
| 8 | Schmedshagen – Kedingshagen – Grünhufe – Barther Straße – Hauptbahnhof                                                  | 12    | 24 min   |                                                |
| Schmedshagen Dorf – Schmedshagen Ausbau – Klein Kedingshagen Dorf – Groß Kedingshagen – Vogelsangstraße – Mühlgrabenstraße – Grünhufe – Am Stadtwald – Rostocker Werk – Carl-Heydemann-Ring – Barther Straße – Hauptbahnhof | |       |          |                                                |
| 9 | Hauptbahnhof – Busbahnhof (Regionalverkehr) – Teschenhäger Weg – Zarrendorf – Negast – Lüssower Berg – Hauptbahnhof     | 24    | 41 min   | Ringlinie                                      |
| Hauptbahnhof – Busbahnhof – Jahnsportplatz – Paschenberg – Brauerei – Voigdehäger Weg – Schifffahrtsamt – Boddenweg – Memo Clinic – Möbel Albers – Teschenhäger Weg – Zarrendorf Wendeplatz – Zarrendorf Wiesenweg – Zarrendorf Mühle – Wendorf Abzweig – Negast Seniorenheim – Negast Borgwallsee – Lüssow Obstbau – Autohaus Dangel – Lüssower Berg – Nachtkoppelring – Zur Siedlung – Agentur für Arbeit – Hauptbahnhof | |       |          |                                                |
| 60 | Devin – Olof-Palme-Platz – Hauptbahnhof – Strelapark/Zoo – Kleiner Wiesenweg – Devin                                    | 70    | 78 min   | Nachtexpressringlinie                          |
| Devin – Uferweg – Sanddornweg – Deviner Weg – Memo Clinic – Boddenweg – Schifffahrtsamt – Voigdehäger Weg – Brauerei – Paschenberg – Frankendamm Kreuzung – Gartenstraße – Hafenstraße – Wasserstraße – Ozeaneum – Hafen – Olof-Palme-Platz – Kütertor – Knieperwall – Hauptbahnhof – Wolfgang-Heinze-Straße – Friedrich-Engels-Straße – Knieperdamm – Kleine Parower Straße – Mozartstraße – Krankenhaus am Sund – Lilienthalstraße – Knieper Nord – Heinrich-Mann-Straße – Heinrich-Heine-Ring – Heinrich-von-Stephan-Straße – Knieper West I – Hans-Fallada-Straße – Ventspilsplatz – Knieper West III – Strelapark/Zoo – Grünhufe – Lübecker Allee – Kieler Ring – Viermorgen – Blütenweg – Krankenhaus West – Lüssower Berg – Nachtkoppelring – Kleiner Wiesenweg – Sophienweg – Groß Lüdershäger Weg – Witzlawstraße – Alte Richtenberger Straße – Agentur für Arbeit – Hauptbahnhof – Knieperwall – Kütertor – Olof-Palme-Platz – Hafen – Ozeaneum – Wasserstraße – Hafenstraße – Gartenstraße – Frankendamm Kreuzung – Paschenberg – Brauerei – Voigdehäger Weg – Schifffahrtsamt – Boddenweg – Memo Clinic – Deviner Weg – Sanddornweg – Uferweg – Devin | |       |          |                                                |

## Fuhrpark

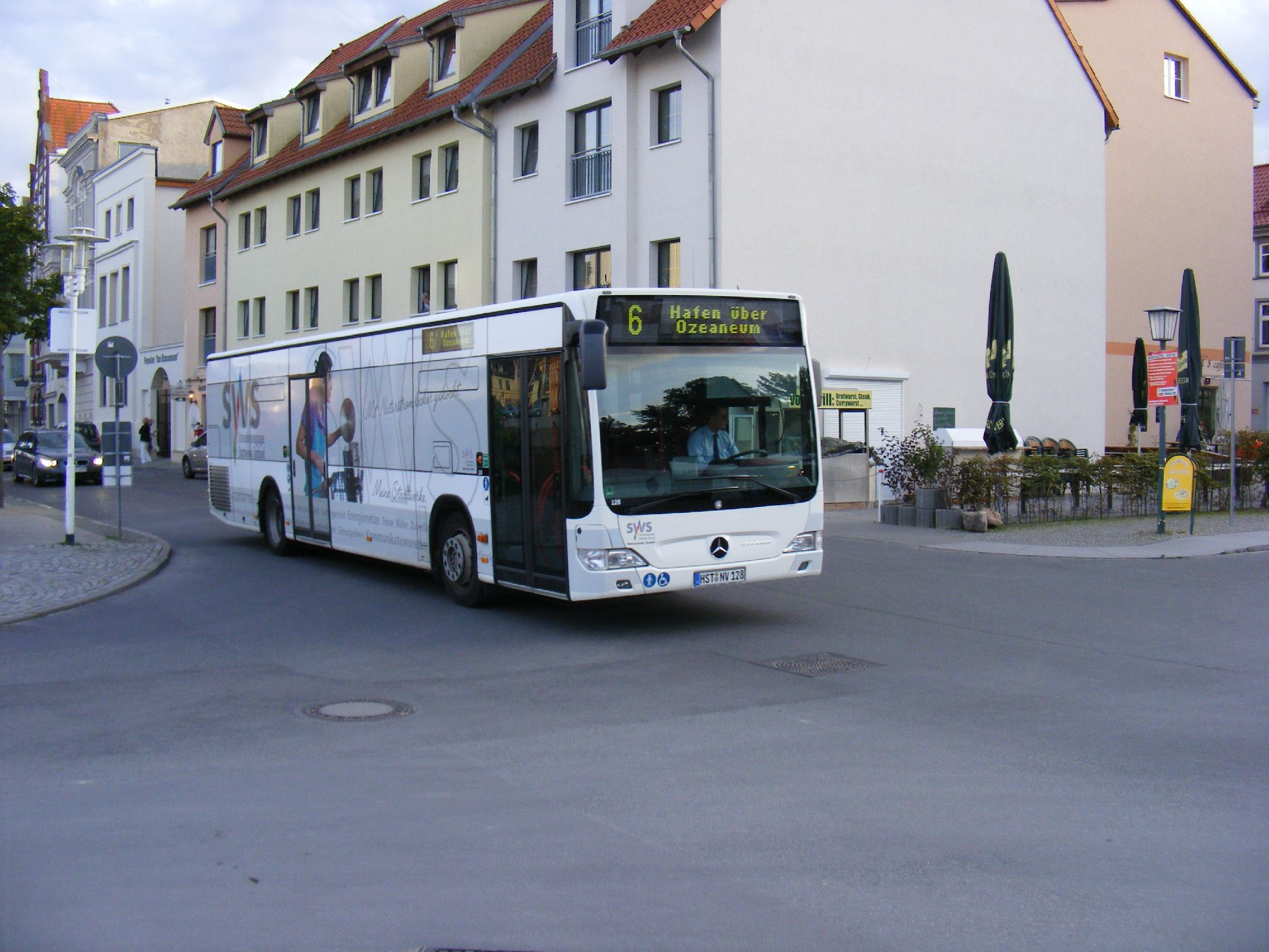
Linienbus "Mercedes-Benz O 530 Citaro (Facelift)" als Linie 6 Richtung Hafen (2009)

| Wagen-Nr. | Hersteller und Typ                             | Baujahr |
| 11        | EvoBus Mercedes-Benz O 530 Citaro              | 2004    |
| 18        | EvoBus Mercedes-Benz O 530 Citaro              | 2003    |
| 19        | EvoBus Mercedes-Benz O 530 Citaro              | 2003    |
| 57        | EvoBus Mercedes-Benz O 405                     | 1997    |
| 59        | EvoBus Mercedes-Benz O 530 Citaro              | 2003    |
| 71        | EvoBus Mercedes-Benz O 530 G Citaro            | 2005    |
| 72        | EvoBus Mercedes-Benz O 530 G Citaro            | 2005    |
| 92        | EvoBus Mercedes-Benz O 530 G Citaro (Facelift) | 2014    |
| 93        | EvoBus Mercedes-Benz O 530 G Citaro (Facelift) | 2006    |
| 94        | EvoBus Mercedes-Benz O 530 G Citaro (Facelift) | 2008    |
| 95        | EvoBus Mercedes-Benz O 530 G Citaro (Facelift) | 2010    |
| 96        | EvoBus Mercedes-Benz O 530 G Citaro (Facelift) | 2011    |
| 97        | EvoBus Mercedes-Benz O 530 G Citaro (Facelift) | 2011    |
| 98        | EvoBus Mercedes-Benz O 530 G Citaro (Facelift) | 2013    |
| 99        | EvoBus Mercedes-Benz O 530 G Citaro (Facelift) | 2013    |
| 100       | EvoBus Mercedes-Benz O 530 G Citaro (Facelift) | 2014    |
| 120       | EvoBus Mercedes-Benz O 530 Citaro (Facelift)   | 2006    |
| 121       | EvoBus Mercedes-Benz O 530 Citaro (Facelift)   | 2006    |
| 122       | EvoBus Mercedes-Benz O 530 Citaro (Facelift)   | 2006    |
| 123       | EvoBus Mercedes-Benz O 530 Citaro (Facelift)   | 2007    |
| 124       | EvoBus Mercedes-Benz O 530 Citaro (Facelift)   | 2007    |
| 125       | EvoBus Mercedes-Benz O 530 Citaro (Facelift)   | 2007    |
| 126       | EvoBus Mercedes-Benz O 530 Citaro (Facelift)   | 2007    |
| 127       | EvoBus Mercedes-Benz O 530 Citaro (Facelift)   | 2007    |
| 128       | EvoBus Mercedes-Benz O 530 Citaro (Facelift)   | 2007    |
| 129       | EvoBus Mercedes-Benz O 530 Citaro (Facelift)   | 2007    |
| 137       | EvoBus Mercedes-Benz O 530 Citaro (Facelift)   | 2008    |
| 138       | EvoBus Mercedes-Benz O 530 Citaro (Facelift)   | 2008    |
| 139       | EvoBus Mercedes-Benz O 530 Citaro (Facelift)   | 2008    |
| 140       | EvoBus Mercedes-Benz O 530 Citaro (Facelift)   | 2008    |
| 141       | EvoBus Mercedes-Benz O 530 Citaro (Facelift)   | 2009    |
| 142       | EvoBus Mercedes-Benz O 530 Citaro (Facelift)   | 2010    |
| 143       | EvoBus Mercedes-Benz O 530 Citaro (Facelift)   | 2012    |
| 144       | EvoBus Mercedes-Benz O 530 Citaro (Facelift)   | 2012    |